# Нейзель, Владимир Константинович
Влади́мир Константи́нович Не́йзель (1873 — после 1937) — русский военачальник, генерал-майор (1919).

## Биография
Владимир Константинович Нейзель по происхождению дворянин, родился 2 июня 1873 года в городе Яранск Вятской губернии в семье надворного советника, православный. По окончании Симбирского кадетского корпуса в 1892 году поступил в 3-е Александровское военное училище, которое окончил в 1894 году с производством в подпоручики (ст. 07.08.1893) и назначением в Орский резервный батальон. Произведён в чин поручика (ст. 07.08.1897). В 1899 году батальон был переименован в 241-й Орский резервный батальон. Владимир Константинович исполнял должности адъютанта и казначея.

### Русско-японская война
С началом Русско-японской войны в составе 241-го батальона, в 1904 году развёрнутого в полк, Нейзель был направлен в действующую армию и командовал 16-й ротой. За отличия в боях был произведён в штабс-капитаны (ст. 07.08.1904) и награждён двумя боевыми орденами. По окончании войны был произведён в капитаны (ст. 07.08.1905), после чего он исполнял обязанности заведующего хозяйством батальона, в который был свёрнут полк. В 1906 году назначен начальником учебной команды, а в 1908 году принимает в подчинение 1-ю роту. В 1910 году поступил на формирование 191-го пехотного Ларго-Кагульского полка и назначен командиром 13-й роты, а в 1911 году — начальником учебной команды полка.

### Первая мировая война
С началом Первой мировой войны Нейзель В. К. был назначен командиром 10-й роты и в одном из первых боёв был ранен, а по выздоровлении принял под командование 4-й, а затем 1-й батальон полка. Был награждён орденом Святого Георгия 4-й степени
За то, что в ночь с 1 ноября 1914 года по собственной инициативе захватил сильно укрепленную высоту у дер. Новоселки, чем заставил противника отступить на фронте правого боевого участка.
и Георгиевским оружием
За то, что 10 декабря 1914 г., командуя батальоном, перешел под сильным огнем р. Яселку, выбил противника из окопов, захватил в плен 4-х офицеров, 80 нижних чинов и 1 пулемет.
С 8 июня по 14 июля 1915 года капитан Нейзель временно командует своим полком, а за боевые отличия произведен в подполковники (ст. 8.07.1915) и назначен наблюдающим за учебными командами. В 1916 году он награждён тремя боевыми орденами и произведен в полковники (ст. 18.04.1916). С 19 июля по 16 августа и с 19 по 21 августа 1916 года он временно командует полком, а в бою 8—9 августа при использовании противником отравляющих веществ был отравлен удушливыми газами, но, несмотря на тяжелое состояние, остался в строю, продолжая командовать полком. 4 декабря 1916 года Владимир Константинович был назначен командиром 192-го пехотного Рымникского полка, и в этой должности он состоял до 19 июня 1917 года. С 20 июня по 2 сентября 1917 года полковник Нейзель командовал 331-м пехотным Орским полком; 7 октября назначен бригадным командиром 188-й пехотной дивизии, но в эту должность он не вступил, так как дивизию расформировали. 15 ноября 1917 года Владимир Константинович отправился в штаб 4-й армии на заседание Георгиевской думы и больше в полк не явился.

### Белое движение в России
После революции, с началом гражданской войны, Владимир Нейзель находился в Оренбуржье. С «переходом армии к выборному началу» 6 декабря 1917 года был вынужден уйти из действующей армии. В декабре 1917 — январе 1918 года в качестве командира Оренбургского сводного отряда участвовал в обороне Оренбурга, где был тяжело ранен и контужен. Выехал в Самару, вступил в Народную армию КОМУЧа. С 3 августа по 11 декабря 1918 года и с 4 января по 14 июня 1919 года — исполняющий должность начальника 5-й Оренбургской стрелковой дивизии. С 7 августа 1918 года являлся Председателем 1-й комиссии для разработки временных правил об организации службы в Народной армии. С 17 сентября 1918 года Владимир Нейзель был помощником атамана А. И. Дутова в должности начальника гарнизона Оренбурга. С лета 1919 года назначен исполняющим должность начальника снабжения Южной армии. Стрелковая дивизия Нейзеля в составе армии атамана Дутова до середины апреля 1919 года успешно проводила войсковые операции против подразделений РККА в междуречье рек Салмыша и Янгиза. Дивизия Нейзеля на тот момент состояла из 18-го, 19-го, 20-го, 21-го стрелковых полков, 21 пулемёта и 8 артиллерийских орудий. В противовес дивизии Нейзеля командование Красной армии направило превосходящие по численности военные формирования. 26 апреля 1919 года произошло сражение, оказавшееся поворотным во всей кампании под Оренбургом и первым, самым серьёзным поражением в служебной карьере В. К. Нейзеля. После артподготовки войска Красной армии под командованием Гая (Гайк Бжишкян) перешли в решительное наступление, отбросив дивизию Нейзеля к переправе. Завладев переправой, войска Гая уничтожили до 200 белых (офицеров и казаков в плен не брали), 1500 солдат дивизии были взяты в плен. Позднее в своём отчёте полковник Нейзель в отношении обстоятельств боя 26 апреля 1919 года отметил, что обратный отход 5-й Оренбургской стрелковой дивизии не предполагался, а отход под натиском противника ничем иным, кроме катастрофы, не мог быть, и поэтому приказ о наступлении полковником был понят как решительная ставка — или прорыв фронта красных и взятие Оренбурга, или гибель дивизии. Нейзель в ходе боя при отступлении чудом избежал смерти и плена.
В августе — сентябре 1919 года с остатками своей Оренбургской дивизии участвовал в военных кампаниях против сил РККА в Верхнеуральском, Троицком и Орском уездах Оренбургской губернии и Актюбинске. 7 сентября 1919 года Нейзель произведён в генерал-майоры со старшинством с 14 июня 1916 года. В ходе отступления из района боевых действий в составе Оренбургской отдельной армии атамана Дутова и генерала Бакича, с 22 ноября по 31 декабря 1919 года генерал Нейзель с остатками частей своей дивизии, участвует в тяжелейшем Голодном походе в Семиреченскую и Семипалатинскую области и далее с боями к городу Сергиополь. В январе 1920 года остатки частей его дивизии (90 % военнослужащих были больны различными формами тифа) вошли в состав отдельной Семиреченской армии. Генерал Нейзель назначен на должность начальника снабжения отдельной Оренбургской армии. В составе Оренбургской (уже Южной) армии, направляется в степи Приамурья и далее на Дальний восток. В войсках Дальневосточной армии с 16 октября 1920 года он назначен на должность генерала для поручений при главнокомандующем войсками Российской Восточной окраины генерал-лейтенанте Г. М. Семенове. Позднее Владимир Константинович был назначен нештатным генералом для поручений при Командующем войсками Временного Приамурского правительства, а с 4 июля 1921 года был зачислен в штат. 27 июля 1921 года он — временно исполняющий должность Дежурного генерала штаба войск Временного Приамурского правительства.
В 1922 году эмигрировал в Китай и был прикомандирован к Сибирскому кадетскому корпусу в городе Шанхае. В 1925 году выехал в Королевство Сербов Хорватов и Словенцев. С 1929 г. по 1937 г. находился в городе Белграде (на тот момент столица Югославии).

## Семья
- Родной брат — Нейзель Василий Константинович, родился в 1877 г. в городе Елабуга (Татарстан РФ). Офицер русской армии. В 1905 г. подпоручик Стерлитамакского 310 пехотного полка, в 1909 г. поручик в Орском 241-м резервном батальоне. В 1914 г. штабс-капитан Ларго-Кагульского 191-го пехотного полка, в 1915 году служил в Орском 331-м пехотном полку. В 1918 году — капитан в штабе Юго-Западной армии. Адъютант этапного отдела Оренбургского военного округа. Исключен с довольствия с 1 ноября 1918 года. Награды: Орден Святой Анны 3 степени с мечами и бантом. Супруга Мария Евмениевна, дочь Нина, сын Владимир. В Советское время проживал в городе Саратове, работал техником-сметчиком. 28 октября 1937 года арестован УНКВД по Саратовской области. 25 ноября 1937 года за антисоветскую агитацию приговорен тройкой УНКВД по Саратовской области к расстрелу. Расстрелян 29 ноября 1937 года. Место захоронения — город Саратов. Реабилитирован 22 апреля 1963 года Саратовским областным судом.

- Супруга Владимира Константиновича — дочь надворного советника Анна Ильинична Камбулина, уроженка Оренбургской губернии.
- Дети: Мария (22.08.1899 г.р.), Константин (22.12.1900 г.р.), Георгий (21.05.1902 г.р.), Анна (22.09.1903 г.р.) Лидия (07.03.1905 г.р.) Игорь (02.06.1908 года).

Со слов близких родственников, Нейзель В. К., находясь в Югославии, создал новую семью. Связь со своими близкими родственниками не поддерживал, за исключением двух писем в 1937 году, в которых дал понять, что в Россию более не вернется и в целях предотвращения репрессий близких ему людей переписываться не будет. Дальнейшая судьба Владимира Константиновича Нейзель после 1937 года неизвестна. Тем самым супруга Владимира Константиновича и дети, за исключением сына Георгия (ушёл с отцом), пережили события гражданской войны и репрессии 1930—40-х годов. В настоящее время его потомки проживают в городах Оренбург и Саратов (Россия), Темиртау (Казахстан), Карталы (Киргизия).

### История появления в России фамилии Нейзель
Предполагается, что предки генерала Нейзеля прибыли в Россию из Голландии при царе Петре I. Фамилия Ван Нейзель (Van Newsoul) с голландского переводится, как новая душа. Основатель династии был шкипером на службе у царя Петра I. За преданную службу во флоте на благо Российской империи Петр I даровал шкиперу дворянство. Ван Нейзель принял православие и переехал на постоянное место жительства в Россию. Со временем приставка фамилии Ван утратилась. Практически все его потомки в России становились военными или моряками.

## Награды
- Орден Святого Станислава 3 степени — 17 мая 1904 года,
- Орден Святой Анны 3 степени с мечами — 5 октября 1904 года,
- Орден Святого Станислава 2 степени с мечами — 26 октября 1904 года,
- Орден Святой Анны 2 степени — 9 марта 1912 года,
- Орден Святого Георгия 4 степени — (Высочайший приказ 4 апреля 1915 года),
- Георгиевское оружие — (Высочайший приказ 22 апреля 1915 года),
- Орден Святого Владимира 4 степени с мечами и бантом — 15 июня 1915 года,
- светло-бронзовая медаль «В память русско-японской войны»у — 21 января 1906 года.

## Память
- В зале-памятнике русской воинской славы на мраморной доске между витых колонн Георгиевского зала Московского Кремля увековечено имя Георгиевского кавалера 4-й степени Владимира Константиновича Нейзеля.
- В 1935 году в Белграде вышел фотоальбом, посвященный Георгиевским кавалерам, и уточнение по Георгиевским наградам (формулировки Высочайших приказов) по книге «Альбом кавалеров ордена Св. Великомученика и Победоносца Георгия и Георгиевского оружия», в котором запечатлен портрет генерала В. К. Нейзеля.